# Ich habe Lust zu scheiden
Ich habe Lust zu scheiden (in tedesco, "Ho voglia di partire") BWV Anh 157 è una cantata di Georg Philipp Telemann, erroneamente attribuita a Johann Sebastian Bach.

## Storia
Poche le informazioni che si hanno su questa cantata. Composta per la festa della candelora su testo di autore sconosciuto, venne erroneamente catalogata come BWV Anh 157 nella lista delle composizioni di Johann Sebastian Bach. Tuttavia, la paternità dell'opera è successivamente stata attribuita a Georg Philipp Telemann.